# Айодхья
Айо́дхья произношениео файле (хинди अयोध्या) — древний город в Индии, известный как центр паломничества. Являлся некогда столицей державы Чандрагупты II, потом Ауда и находится в округе Файзабад в штате Уттар-Прадеш. Считается местом рождения бога Рамы и столицей легендарного царства Кошала. Расположен на реке Гхагхре, считается одним из семи основных святых мест индуизма.

## История

### Происхождение названия города
По легендам, название города происходит от имени его основателя царя Айюдха. В старинных манускриптах он упоминается как один из предков Рамы. Имя царя содержит санскритский корень «yudh», означающий бой или ведение войны и может быть переведено как «непобедимый». Со времен Гаутамы Будды город стал называться Ayojjhā на языке пали и Ayodhyā на санскрите.
В первые несколько столетий нашей эры Айодхья была известна как Сакета (в различных вариантах написания 沙奇, Śāketa, пиньинь: Shāqí). Город был завоёван императором Канишкой в 127 году, который сделал его административным центром своих восточных территорий. Название снова встречается у Фасяня как 沙祗 (пиньинь: Shāzhī) в начале V столетия. Доподлинно неизвестно, когда оно претерпело изменения, но во время визита китайского монаха Сюаньцзана в 636 году город снова назывался Айодхой.

### Легендарные и исторические события

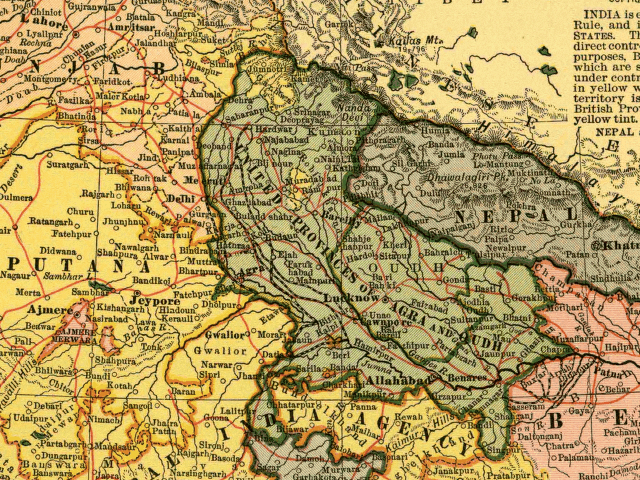
Объединённые провинции Агры и Ауда, карта 1903 года.

Согласно корейским хроникам XI столетия Самгук юса, жена царя Суро, правившего древним царством Гьемгван Гайя, будучи принцессой, путешествовала на корабле от далёкой земли под названием Айюта в Корею в 48 году нашей эры. Считается, что это была индийская Айодхья, но некоторые исследователи соотносят её с Аюттхаей в Таиланде. Однако, местное самоуправление Айодхьи и правительство Южной Кореи увековечили древнее событие возведением статуи принцессы на берегу реки Сараю. Принцесса под именем Хо Хванъок стала первой царицей династии Гайя, предком семьи Ким Кимхе и фамилии Хо. У неё было 10 детей, девятый из которых стал буддийским монахом.
В XI и XII столетиях нашей эры Айодхья была центром царства Канау и называлась Ауда. Позднее регион вошёл в состав Делийского султаната, затем Джаунпурского султаната и с 16-го столетия в состав империи Великих Моголов.
По законам империи, Айодхья была резиденцией управляющего Авадхом. Позднее, в период существования Британской Индии (с 1764 года), она стала частью объединённых провинций Агры и Ауда так же будучи центром «talukdari».

### Семь святых городов Индии

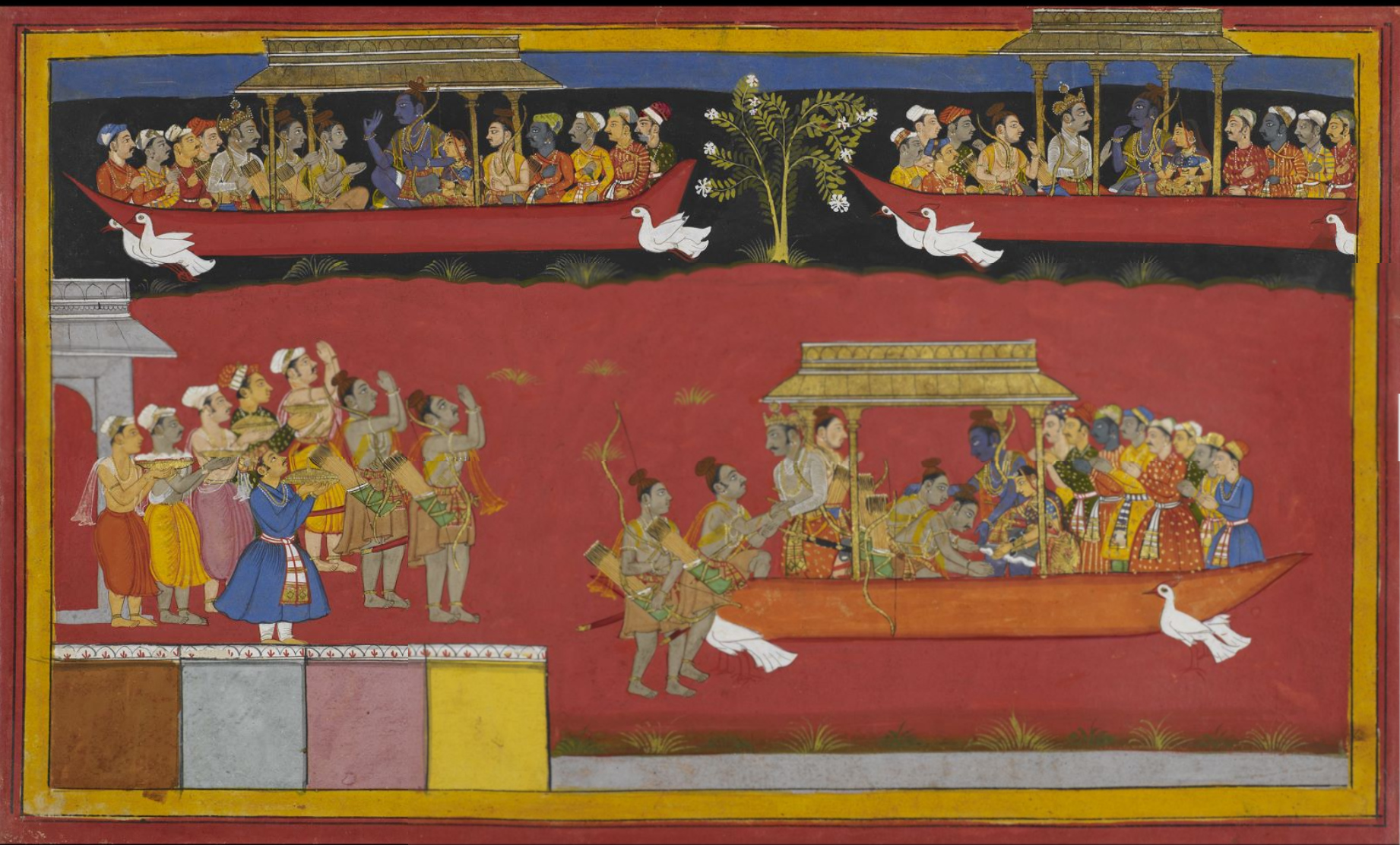
Рама возвращается в Айодхью. Также показан его полет на Вимане

Айодхья считается одним из семи святых мест индуизма в Индии, среди которых святейшим является Варанаси.
Ayodhyā Mathurā Māyā Kāsi Kāñchī Avantikā I
Purī Dvārāvatī chaiva saptaitā moksadāyikāh II
- Гаруда-пурана I XVI .14
Священная земля Кшетра является местом, где может быть достигнута мокша. Гаруда-пурана указывает семь городов, где дается мокша. Ими являются Айодхья, Матхура, Майя (Харидвар), Каши (Варанаси), Канчи, Авантика (Удджайн) и Дваравати (Дварака).

## Описание города
Айодхья расположена на берегах реки Гхагра на расстоянии 6 км от Файзабада. Это известное место паломничества. Город тесно связан с именем бога Рамы, седьмой инкарнации бога Вишну. Древняя Айодхья ассоциируется с одноименным городом, упоминаемым в Рамаяне, который был основан Ману. Это была столица Солнечной династии царей, к которой принадлежал Рама. В древние времена Айодхья так же была известна как Каушальдеса.
Сканда и некоторые другие Пураны позиционируют Айодхью как один из семи наиболее священных городов Индии. В мифологии индуизма с ним связано много событий. Сейчас это преимущественно центр духовной жизни. В городе находятся памятники индуизма, буддизма, джайнизма и ислама.

## Климатические условия
Айодхья имеет теплый сырой субтропический климат, типичный для центральных районов Индии. Лето длительное, сухое и очень жаркое, с конца марта по середину июня со средней температурой около 32oC. Это предваряет сезон муссонов, длящийся до начала октября с осадками на уровне 1067 мм и средней температурой около 28oC. Зима длится с начала ноября до конца января. Весна короткая, длящаяся с февраля по начало марта. Средняя температура днем колеблется около 16oC, однако ночи могут быть очень холодными.

## Туризм
- Рам Джанам Бхуми — место рождения Рамы. С XVI века на месте храма находилась мечеть Бабри, которая была разрушена в 1992 году во время религиозных волнений[12].
- Ханумангархи — одно из самых посещаемых мест города, храм в виде четырёхсторонней крепости, где согласно легендам находится пещера, в которой жил Хануман[12].

## Конфликт в Айодхье
В 1984 году представители Хиндутвы начали требовать сноса мечети Бабри, построенной в XVI веке императором династии Великих Моголов Бабуром на территории разрушенного мусульманами (как утверждали в Хиндутве) храма Рамы. Согласно индуистской легенде на этом месте 900 тысяч лет назад был рождён бог Рама. Лал Кришна Адвани, ведущий представитель партии Бхаратия Джаната Парти, вновь поднял эту тему и потребовал сноса мечети на основании того, что сама мечеть была построена на руинах разрушенного Бабуром важного индуистского храма Рам-Джанмабхуми. Десятки тысяч разгневанных индуистов организовали «Марш в Айодхью» и разрушили мечеть 6 декабря 1992 года. Это, в свою очередь, вызвало по всей стране большие беспорядки и религиозные волнения между мусульманами и индуистами, в которых погибло более чем 2000 человек, преимущественно мусульман.
Руины разрушенной мечети Бабри были обнесены забором высотой 4 м и охранялись армией. 5 июля 2005 года пятеро вооружённых мусульман проникли в предварительно построенный индуистский храм на охраняемой территории, но были убиты охранниками. На месте мечети к 2024 году был построен храм Рам Мандир в честь бога Рамы.
В 2009 году стало известно, что «Комиссия Либерхана» подтвердила, что разрушение мусульманской мечети Бабри было подготовлено индуистскими националистическими организациями, а большую часть погибших составили мусульмане.